# Remington XP-100
A Remington XP-100 (em inglês:  eXperimental Pistol number 100, Pistola experimental número 100) é uma pistola de ação por ferrolho tipo bullpup, produzida pela Remington Arms de 1963 a 1998. O XP-100 foi uma das primeiras armas curtas projetadas para tiro de longo alcance, e introduziu o .221 Fireball e o 6×45mm. A XP-100 era conhecida por sua precisão e ainda hoje é vista como competitiva no esporte de caça a animais daninhos com armas curtas, que ajudou a criar, bem como no tiro de silhueta metálica.

## Visão geral
A XP-100 foi baseada na carabina de ação por ferrolho de ação curta da Remington, o Remington Model 40X, que influenciou o rifle Remington Model 600 posteriormente. A XP-100 foi inicialmente introduzida com um cano de 270 mm montado em uma coronha de náilon com um cabo central incomum. Com câmara para o .222 Remington nos primeiros protótipos, o cano curto produzia ruído e clarão significativos. Posteriormente, o estojo foi encurtado para reduzir a capacidade de pólvora a um volume mais adequado ao cano mais curto de uma pistola. O cartucho resultante, o .221 Fireball, produzia velocidades carregadas de fábrica de mais de 825 m/s a partir do cano curto e uma precisão que rivalizava com o .222 Remington, um dos cartuchos mais precisos já fabricados.
Todas, exceto o modelo XP-100R, eram armas de tiro único, enquanto o XP-100R tinha um carregador fixo interno com capacidade para 4 munições, semelhante à maioria dos rifles de ferrolho. O modelo R - "repeater" - foi fabricado em 1991-1997 em .223 Remington, .250 Savage, 7mm-08 Remington, .308 Winchester, .35 Remington e .350 Remington Magnum. Foi reintroduzido em 1998, desta vez sem miras, em .223 Remington, .22-250 Remington, .260 Remington e .35 Remington.